# Maldito duende
«Maldito duende» es una canción del grupo español de rock and roll Héroes del Silencio, perteneciente a su álbum Senderos de traición, publicado en 1990. Es uno de los temas más conocidos de la banda, asiduo en discos recopilatorios y actuaciones en directo. Fue, además, número 1 de las listas de éxitos.

## Datos
La primera publicación de "Maldito duende" fue al salir al mercado el álbum al que pertenece, Senderos de traición, y era el corte n.º 2 de este disco, publicado en noviembre de 1990. En marzo de 1991, salió a la venta el CD sencillo, que incluía sólo esta canción. Posteriormente apareció en varios recopilatorios, incluido el directo Tour 2007
El día 20 de abril de 1991, "Maldito duende" fue número 1 en la lista de la emisora radiofónica Los 40 principales, siendo tras "Entre dos tierras", el segundo sencillo del disco que conseguía este puesto.
"Maldito duende" está considerada una balada-rock dentro de la discografía de Héroes del Silencio. Como en la mayoría de las canciones de Héroes, las interpretaciones han sido múltiples, y su compositor, Enrique Bunbury tampoco habló nunca acerca de su significado. 
El videoclip del tema fue realizado en Londres por el director italiano Alberto Sciamma, y consiste básicamente en imágenes del grupo vistas a través de la silueta transparente del cantante Enrique Bunbury mezcladas en tonos sicodélicos.
La versión más reseñable de este clásico fue la realizada por Raphael en 2001.